# Jacek Stankiewicz
Jacek Maria Stankiewicz (ur. 16 grudnia 1939 w Warszawie, zm. 18 sierpnia 2012 w Toruniu) – polski inżynier i urzędnik państwowy, działacz opozycyjny w PRL, w 1992 sekretarz stanu w Urzędzie Rady Ministrów.

## Życiorys
Syn Stanisława i Julii. W 1965 został absolwentem Wydziału Mechanicznego, Energetycznego i Lotnictwa Politechniki Warszawskiej. W latach 1965–1983 oraz 1989–1994 pracował w Zakładach Włókien Chemicznych „Elana” w Toruniu. Od 1968 do 1969 był też inżynierem rozruchów i projektantem instalacji kriogenicznych w Wielkiej Brytanii.
Od 1980 działał w NSZZ „Solidarność”, od 1981 kierował Komitetem Zakładowym. Został wiceprzewodniczącym Międzyzakładowego Komitetu Założycielskiego w Toruniu, współodpowiedzialnym za organizację Wszechnicy Związkowej, a także delegatem do Krajowej Komisji Porozumiewawczej. W okresie stanu wojennego od 13 grudnia 1981 do 1982 internowany w ośrodkach w Potulicach i Strzebielinku, uczestniczył w 4-dniowej głodówce. W 1983 został zwolniony z pracy, przeszedł na rentę. W późniejszym okresie był redaktorem „Toruńskiego Informatora Solidarności” i wydawcą pisma satyrycznego „Kontrabas”, tworzył też wydawane w prasie sprawozdania z procesu morderców Jerzego Popiełuszki.
W latach 1990–1991 był delegatem pełnomocnika i następnie pełnomocnikiem rządu ds. reformy samorządu terytorialnego w województwie toruńskim. Od 14 stycznia do 30 grudnia 1992 pełnił funkcję sekretarza stanu w Urzędzie Rady Ministrów. Od 1992 do 1995 pozostawał dyrektorem firmy Noetrans.
Odznaczony Krzyżem Oficerskim Orderu Odrodzenia Polski (2011). W 2001 otrzymał Srebrny Krzyż Zasługi. Został pochowany na Cmentarzu św. Jerzego w Toruniu.